# Epitherina ghirshmani
Epitherina ghirshmani är en fjärilsart som beskrevs av Edward P. Wiltshire 1944. Epitherina ghirshmani ingår i släktet Epitherina och familjen mätare. Inga underarter finns listade i Catalogue of Life.